# Jomi Santelises
Jomi Manuel Santelises Taveras (n. 8 de marzo de 1988 en Santo Domingo, República Dominicana) es un periodista, actor, crítico de cine y cronista deportivo.

## Trayectoria
Hijo de José Lucía Santelises y de Mirian Taveras, él es el 8.º de 9 hermanos. Desde pequeño soñó con ser actor, estudió teatro a los 16 años de edad, en la Escuela de Arte Estrella con la reconocida actriz humorista Jacqueline Estrella en el año 2004.
Luego, dos años más tarde terminó la secundaria. Más adelante en el 2008 decidió estudiar Comunicación social, en la Universidad Tecnológica de Santiago (UTESA) del recinto Santo Domingo, en tres años logró terminar la carrera y se graduó de Periodismo en el año 2011.
Fue editor deportivo del desaparecido periódico digital El Sol del Oeste, Estuvo presente en ESPN radio 104.5 FM, para el programa Deportes al Instante, y colaboraba para el desaparecido portal de Leyenda Latina publicando artículos deportivos. También tiene su propio portal de noticias periodísticas

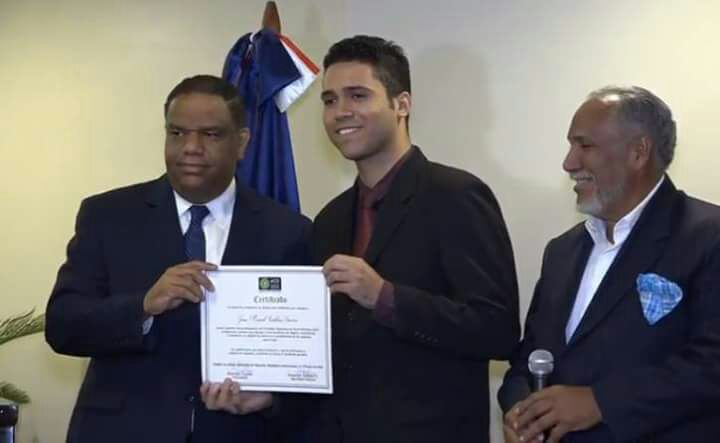
Jomi Santelises recibe pergamino de acreditación a la ACD por el ministro de deportes de República Dominicana Danilo Diaz

Para el año 2014 perteneció al personal de prensa de Antena Latina (Antena 7) para la segunda emisión de AN7, allí su función fue de (Redactor) quien se encargó de titular las historias que hacen los reporteros o reporteras día a día.
El 26 de octubre de 2015 se le abren las puertas en el periódico deportivo Marcador.Do, bajo el mando del propietario de nacionalidad mexicana Ricardo Gutiérrez, el portal es conocido en el país como uno de los medios digitales de gran índice de audiencia.

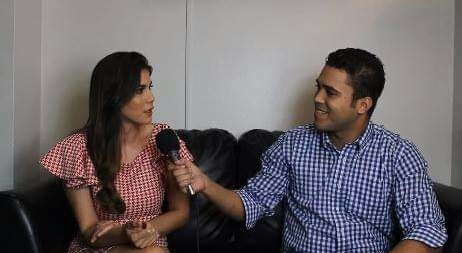
Santelises mientras realizaba una entrevista a la presentadora de noticias Marianne Cruz

También se ha destacado en artículos de índole artísticos y deportivos, para los periódicos: La Información y Voz Diaria.
Como actor tuvo pequeñas oportunidades, en el 2005 actuó para la serie "Sucesos Reales", bajo la producción y conducción de Luís Diaz, participó en 9 capítulos, dicha serie hoy en día se transmite por el canal 35 Sport Vision
Para el año 2013, se estrena por primera vez, con su propio segmento "Celebridades y Trayectorias", para el programa A "imagen" en Telecentro Canal 13

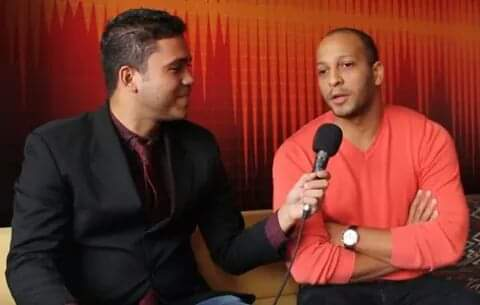
Santelises en un momento de la entrevista al presentador de televisión dominicano Rene Castillo

También tiene un proyecto propio de entrevistas llamado Jomi Santelises tras la fama.
A mediados de 2018, Santelises fue juramentado como miembro de la Asociación de Cronistas Deportivos (ACD), con una entrega de pergamino por el ministro de Deportes de República Dominicana, Danilo Diaz.

### Gremios a los que pertenece
| - CDP - Colegio Dominicano de Periodistas - 2013 - ACD - Asociación de Cronistas Deportivos - 2018 - SNTP - Sindicato Nacional de Trabajadores de la Prensa - 2019 - SODOMEDI - Sociedad Dominicana de Medios Digitales - 2020 |

### Programas y series de Televisión
- Sucesos Reales, por Sport Visión - Actor (2005)
- A imagen, por Telecentro - Coconductor (2013)
- Magazine 16 por Telecanal 16 – Coconductor (2014)
- Noticias AN7 por Antena Latina – Periodista y Redactor (2014)
- Jomi Santelises Tras la Fama - Programa de entrevistas (2015)

### Radio
- Miradas y Oídos de RD por 1640 AM – Coconductor (2012)
- Deportes al Instante por ESPN 104.5 FM – (2012)

### Prensa Escrita y Portales Digitales
- Marcador.Do (2015-actualidad)
- El Sol del Oeste – Editor deportivo (2012-2014)
- Leyenda Latina – Periodista deportivo y Cine (2012)
- Voz Diaria – Periodista deportivo (2013)
- La Información – Periodista de farándula (2014)
- Clave Fuerte – Periodista de farándula y deportivo (2014)
- El Mundo de los Periodistas – Director y periodista (2014)
- La Pasión del Periodista – Director y periodista (2014)
- La Bala RD – Director y periodista (2014)
- Cointer Evolution – Periodista de farándula y deportivo (2014)
- Teatro, Cine & Televisión – Periodista (2014)
- Cuentas Claras Digital – Periodista deportivo y farándula (2014)
- Talento Dominicano – Periodista (2014)
- Marcador.do - Periodista deportivo (2015)

### Filmografía
| Año  | Película/Cortometraje                           | Rol                     | Director/Productor    |
| ---- | ----------------------------------------------- | ----------------------- | --------------------- |
| 2014 | Vamos de Robo                                   | Extra                   | Roberto Angel Salcedo |
| 2022 | La Maldición de un Haitiano                     | Michel                  | Joendry Morel García  |
|      | No Todo El Mundo Es Igual                       | Joaquín                 | Joendry Morel García  |
|      | Atrapado por el Alcohol                         | Pedro                   | Joendry Morel García  |
|      | Una Noche En El Cementerio                      | El varón del cementerio | Joendry Morel García  |
|      | Joven se Arrepiente de Haber Tomado Malos Pasos | Eleazar                 | Rey Conejo Films      |
|      | La Casa del Cocuyo                              | José                    | Dominican Sandy       |
|      | Se Vengó de su Mujer por lo que Hizo            | Agente de Policía       | Yeury Cine            |
|      | Negocio Infernal                                | Médico                  | Rey Conejo Films      |
|      | La Deuda                                        | Matías                  | Rey Conejo Films      |
|      | Pacto Equivocado                                | Robert/El Diablo        | Megáfono RD Films     |
|      | Imposible Amor                                  | Anderson                | Rey Conejo Films      |
|      | Mujer Prepotente                                | Jefe de Tienda          | Rey Conejo Films      |
|      | Robo En La Barbería                             | Orlando                 | Yeury Cine            |
|      | Corazón Herido                                  | Nicolás                 | Megáfono RD Films     |
|      | La Herencia                                     | Abogado                 | Megáfono RD Films     |
|      | El Ángel                                        | El Ángel                | Megáfono RD Films     |
|      | La Estafa                                       | Arcenio                 | Megáfono RD Films     |
|      | Nostalgia                                       | Pablo                   | Megáfono RD Films     |
|      | El Extraño                                      | Prestamista Asesino     | Megáfono RD Films     |
|      | En Pleno Infierno                               | Francisco               | Megáfono RD Films     |
|      | Corazón Herido 2                                | Nicolás                 | Megáfono RD Films     |
|      | Visita Inesperada                               | Mariano                 | Megáfono RD Films     |
|      | "La Chapiadora"                                 | Geronimo                | Megáfono RD Films     |
|      | "Detrás del Enemigo"                            | Gabriel                 | Megáfono RD Films     |
|      | Día de Oscuridad                                | El Ángel de Dios        | Megáfono RD Films     |
|      | Atrapado en el Infierno                         | Freddy                  | Megáfono RD Films     |
|      | Conflicto Navideño                              | Antonio                 | Megáfono RD Films     |
| 2023 |                                                 |                         |                       |

## Entrevistas para La Información
- Fernando Rodríguez: Un Hombre de Humor
- Carlos Alfredo Fatule: Un Hombre de muchas facetas
- La gracia de Luis Jose German
- Irving Alberti, Un talento que evoluciona cada día
- Oscar Pérez: Gran itimador y humorista
- Lumi Lizardo solo imita a quien admira
- La vida le sonríe a Miguel Alcantara
- Conrado Ortiz, el controversial de los santos
- Laura Guzaman: Recuerdos de Actriz
- Yubelkis Peralta se supera en la televisión dominicana

## Entrevistas para Youtube
| - Carolina Guillén - David Chocarro - Cuquín Victoria - Felipe Polanco - Feloman - Cesar Farrait TNT - Irving Aberti - Jhoel López - Raeldo López | - Enrique Quailey - Gabi Desangles - Sebastián Francini - Nicolás Pérez Coello - Carlos Alfredo Fatule - Diego Guauque - Anyi Lizardo - Violeta Ramírez - Diego Vicos | - Frank Perozo - Phillips Rodríguez - Gerald Ogando - Raúl Carbonell Jr. - Alfonso Rodríguez - Gabriela Melo - Juan Marichal - Químico Ultra Mega - Yubelkis Peralta | - Ronnie Beliard - Johán Camargo - José María Cabral - Neblinna MC - Miguel Tejada - Luis Polonia - Sergio Alcántara - Felipe Alou - Moisés Alou - Osvaldo Virgil |